# De pijnbank
De pijnbank is een Nederlandse speelfilm van Theo van Gogh uit 1998, naar het toneelstuk van Justus van Oel.
De pijnbank gaat over nijd en intrige op het kantoor van een recentelijk gefuseerde bank. De nieuwe bankmanager probeert twee lastige bankemployees eruit te werken door ze op een slinkse manier tegen elkaar uit te spelen.

## Verhaal
Peter de Bock (Jack Wouterse) heeft lang gewerkt voor een kleine gerenommeerde bank, maar dat oude familiebedrijf is nu overgenomen door een andere bank. En fusie is ruzie. Hij kan en wil niet geloven dat het nieuwe management, in de persoon van Bouke van Lier (Roeland Fernhout), hem kwijt wil. Hij zet zijn hakken in het zand. Op zoek naar zwakke plekken worden verworven privileges ingetrokken en wordt de ene employé ingezet om de andere op fraude te betrappen. De druk wordt steeds verder opgevoerd. Dan wordt een ex-klant van Peter de Bock, Jos Flierboom (Paul de Leeuw), ingezet. Het is een op wraak beluste man die een faillissement uit het verre verleden nog steeds niet heeft verwerkt. Martin Krawinkel (Eric van Sauers), een collega en lotgenoot van De Bock, wacht af. Hij ziet hoe de zaken steeds verder uit de hand lopen: slachtoffers worden daders, het management verliest de controle en vanaf dat moment is alles mogelijk.

## Rolverdeling
| Acteur           | Personage        |
| ---------------- | ---------------- |
| Paul de Leeuw    | Jos Vlierboom    |
| Jack Wouterse    | Peter de Bock    |
| Roeland Fernhout | Bouke van Lier   |
| Eric van Sauers  | Martin Krawinkel |

## Trivia
- Volgens Van Gogh leverde hij met deze film een unieke prestatie: een filmflop met Paul de Leeuw.
- De film De pijnbank dankt zijn oorsprong aan een gelijknamig toneelstuk dat in 1991-1992 gespeeld werd door Justus van Oel, die ook het scenario schreef, en Maarten Wansink. Destijds was Theo van Gogh al regisseur-adviseur van dit stuk.
- De pijnbank werd gefinancierd door Shooting Star Filmcompany, Paul de Leeuw en Theo van Gogh, zonder een bijdrage van de overheid.
- De film werd, met als cameraman Tom Erisman, in 12 dagen, in de periode van 8 tot 24 juni 1998, gedraaid op verschillende locaties in Rotterdam en Amsterdam.